# 西線16條停留場
西線16條停留場（日语：／ Nishisen-Jūrokujō teiryūjō */?）是位於北海道札幌市中央區的札幌市交通局（札幌市電車）山鼻西線的鐵路車站。車站位於福住桑園通及豐水通的延伸南16條通（南14條西14丁目）的十字路口北面。在平日的繁忙時間，電車將會在此車站與「薄野」往復行駛。

## 歷史
- 1931年（昭和6年）11月6日 - 隨着新路線設立，南十六条站開始營業。單線行駛。
- 1951年（昭和26年）10月5日 - 雙線化。

## 車站構造
車站屬於2面2線的側式月台。十字路口的北面（南16条西14丁目）為往薄野方向、南面（南17条西14丁目）為往西4丁目方向的月台，並且設有安全區域。安全區域設置地面融雪系統及有蓋月台。

在往西4丁目方向的月台南面設置渡線，供電車折返之用。

## 車站周邊
- 山鼻郵政局（併設日本郵政山鼻分店）
- 北洋銀行西線分店
- JR北海道巴士「西線16条」站

## 相鄰停留場
札幌市交通局（札幌市電）
山鼻西線
西線14條（SC08）－西線16條（SC09）－纜車入口（SC10）

## 外部連結
- 札幌市交通局（日文）